# ناظم‌الاسلام کرمانی

مقبره ناظم الاسلام کرمانی (مقبره علویه)

میرزا محمد پسر علی (۱۲۸۰ ق ۱۲۴۱ ش – ۱۳۳۷ق ۱۲۹۸ش) در کرمان نویسنده، روزنامه‌نگار، مدیر روزنامه‌های نوروز و پس از ۱۲۸۶ ش کوکب دُرّی و قاضی عصر مشروطه ایران و نویسنده کتاب تاریخ بیداری ایرانیان راجع به تاریخ نهضت مشروطیت است.

## زندگی‌نامه
وی در کرمان از درس افرادی چون میرزا آقاخان کرمانی استفاده کرد. به همراه میرزا آقاخان کرمانی و میرزا احمد مشرف کرمانی و شیخ احمد روحی به مبارزه سیاسی پرداخت. همچنین به آموزش علوم دینی از شیخ هادی نجم‌آبادی پرداخت و اظهار می‌دارد که از او فواید کلی برده‌است.
از ۱۳۰۹ ق تا ۱۳۳۰ق به تهران آمد و ارتباط نزدیکی با فعالان جنبش مشروطه داشت. ناظم‌الاسلام پس از تأسیس مدرسه اسلام توسط محمدصادق طباطبایی در این مدرسه مشغول به تدریس شد و به انتخاب رئیس مدرسه و فرمان علی‌اصغر اتابک صدراعظم وقت به ناظم‌الاسلام ملقب شد.
از سال ۱۳۳۰ق به کرمان برگشت و ریاست دادگاه تجدیدنظر این شهر را بر عهده گرفت.
در ۱۳۳۷ ق به دلیل ابتلا به آنفلوآنزا درگذشت.

## مدارس جدید
میرزا حسن رشدیه مدیر مدرسه رشدیه پس از آنکه در تبریز برای تأسیس مدارس زحمت کشیده بود به تهران رفت. «فریاد مقدسین بلند شد که آخرالزمان نزدیک شده‌است که جماعتی بابی و لامذهب می‌خواهند الفبا را تغییر دهند، قرآن را از دست اطفال بگیرند و کتاب به آن‌ها یاد بدهند.»
شیخ فضل‌الله نوری - که علامه قزوینی سرشناس‌ترین غربشناس تاریخ ایران هم شاگردش بود و هم معلم فرزندانش - در جلسه‌ای (خصوصی) به ناظم‌الاسلام کرمانی دربارهٔ مدارس جدید می‌گوید: 
«ناظم الاسلام! تو را به حقیقت اسلام قسم می‌دهم آیا این مدارس جدیده خلاف شرع نیست؟ و آیا ورود به این مدارس، مصادف با اضمحلال دین اسلام نیست؟ آیا درس زبان خارجه و تحصیل شیمی و فیزیک، عقائد شاگردان را سخیف و ضعیف نمی‌کند؟»

## آثار و تالیفات
آثار مکتوب ناظم‌الاسلام عموماً کتاب های درسی مدارس آن دوره بوده‌اند. البته او کتاب های دیگری هم داشت که از جمله آنها آثاری از قبیل شمس‌التصاریف، شمس‌اللغات، خلاصة‌العوامل، مقامات حریری و علائم‌الظهور و تاریخ بیداری ایرانیان هستند.
تاریخ بیداری ایرانیان مهمترین و مشهورترین کتاب ناظم الاسلام است. تالیف این کتاب که پس از برقراری مشروطیت نوشته شد، دوره ای جدید در تاریخ نگاری ایران گشود. ناظم الاسلام کرمانی تلاش مجدانه و موفقیت آمیزی برای تالیف اثری به کار برد که برای نخستین بار با زندگی قشر بزرگی از مردم ایران سروکار داشت. مضمون، منابع، اسناد و سبک منثور آن، این اثر را به سطحی رساند که تا قبل از آن سابقه نداشت.
بخش اول کتاب تاریخ بیداری ایرانیان مشتمل بر مقدمه و سه جلد است و مقدمه در حد یک مجلد، شرحی است از زندگی برخی رجال مبارز و معاصر مولف، بیان واقعه رژی، وقایع و تلگراف های مرتبط با آن و تفصیلی از حوادث و رخدادهای اواخر سلطنت ناصرالدین شاه قاجار، این مبحث با بیان قتل سه مبارز کرمانی (احمد روحی، خبیرالملک و میرزا آقا خان) خاتمه پیدا می کند. مجلد اول به تشکیل انجمن مخفی و شرح مذاکرات ۱۲ جلسه از آن، حالات محمد علی میرزا، واقعه کرمان در سال ۱۳۲۳ هجری اشاره دارد. در جلدهای دوم و سوم به بیان رخدادها، حوادث و کیفیت مبارزات مردم در راستای کسب آزادی و محدود کردن حاکمیت استبدادی و واکنش دستگاه حاکمه قاجار اختصاص یافته است.